# Noemi Cantele
Noemi Cantele (* 17. Juli 1981 in Varese) ist eine ehemalige italienische Radrennfahrerin.
Noemi Cantele war von 1999 bis 2013 im Leistungsradsport aktiv. Ihr erster großer Erfolg war der dritte Platz bei den UCI-Straßen-Weltmeisterschaften 1999 in Verona im Straßenrennen der Juniorinnen. In den folgenden Jahren konnte sie zahlreiche Siege bei Straßenrennen erringen. 2007 gewann sie den Giro della Toscana Femminile – Memorial Michela Fanini sowie die Trophée d’Or Féminin und belegte beim Rad-Weltcup der Frauen 2007 Rang vier.
2009 wurde Cantele italienische Meisterin im Straßenrennen, 2011 im Straßenrennen sowie im Einzelzeitfahren. Im selben Jahr belegte sie bei den Straßen-Weltmeisterschaften in Mendrisio den zweiten Platz im Einzelzeitfahren und den dritten im Straßenrennen.
Dreimal nahm Noemi Cantele an Olympischen Spielen teil, 2004 in Athen belegte im Straßenrennen Platz 13 und vier Jahre später, bei den Spielen in Peking Platz 15. In London 2012 wurde sie 22. im Einzelzeitfahren und 34. im Straßenrennen.

## Erfolge
1999
- Straßen-Weltmeisterschaften – Straßenrennen

2005
- Grand Prix de Plouay-Bretagne

2006
- eine Etappe Route de France Féminine
- eine Etappe Trophée d’Or Féminin
- drei Etappen Giro della Toscana Femminile – Memorial Michela Fanini

2007
- Gesamtwertung und eine Etappe Trophée d’Or Féminin
- Gesamtwertung und zwei Etappen Giro della Toscana Femminile – Memorial Michela Fanini
- Giro del Lago Maggiore

2008
- eine Etappe Internationale Thüringen-Rundfahrt der Frauen

2009
- Straßen-Weltmeisterschaften – Einzelzeitfahren
- Straßen-Weltmeisterschaften – Straßenrennen
- Italienische Meisterin – Einzelzeitfahren
- Giro del Lago Maggiore
- eine Etappe Giro d’Italia Femminile
- Mannschaftszeitfahren Giro della Toscana Femminile – Memorial Michela Fanini

2010
- zwei Etappen Giro della Toscana Femminile – Memorial Michela Fanini

2011
- Italienische Meisterin – Straßenrennen, Einzelzeitfahren

2012
- eine Etappe Vuelta Ciclista Femenina a el Salvador
- eine Etappe Giro del Trentino Alto Adige

2013
- Gesamtwertung und drei Etappen Vuelta Ciclista Femenina a el Salvador

## Teams
- 2002 Acca Due O Pasta Zara Lorena Camiche
- 2003 Acca Due O Pasta Zara Lorena Camiche
- 2006 Bigla Cycling Team
- 2007 Bigla Cycling Team
- 2008 Bigla Cycling Team
- 2009 Bigla Cycling Team
- 2010 HTC-Columbia Women’s Team
- 2011 Garmin-Cervélo
- 2012 Be Pink
- 2013 Be Pink
- 2014 Astana BePink Women’s Team